# Smile of the Arsnotoria
Smile of the Arsnotoria (咲う アルスノトリア?, Warau Arusunotoria) è un videogioco per Android e iOS creato da Nitroplus, sviluppato da NextNinja, pubblicato da Good Smile Company, e stato distribuito a marzo 2021. Un adattamento manga, scritto e disegnato da Masaki Hattori, ha iniziato la serializzazione sulla rivista Monthly Dragon Age di Fujimi Shobō a giugno 2022 e i suoi capitoli vengono raccolti in volumi tankōbon a partire da settembre 2022. Una serie televisiva anime prodotta da Liden Films è andata in onda dal 6 luglio al 21 settembre 2022.

## Trama
La storia ruota attorno ad alcune studentesse che si trovano in un Āśrama, dove interagiranno tra loro mentre gli verranno insegnate magia e cultura.

## Personaggi
Arsnotoria (アルスノトリア?, Arusunotoria)
Doppiata da: Misaki Kuno
Mell (メル?, Meru)
Doppiata da: Miharu Hanai
Piccola Alberta (小アルベール?, Shō Arubēru)
Doppiata da: Miyu Tomita
Picatrix (ピカトリクス?, Pikatorikusu)
Doppiata da: Eri Yukimura
Abramelin (アブラメリン?, Aburamerin)
Doppiata da: Eriko Matsui
Lidel (リデル?, Rideru)
Doppiata da: Minori Chihara
Solō (ソロー?, Sorō)
Doppiata da: Yukana
Hammit (ハミット?, Hamitto)
Doppiata da: Marina Inoue
Perdera (ペルデラ?, Perudera)
Doppiato da: Asuna Tomari
Voyniy (ヴォイニー?, Voinī)
Doppiata da: Yumiri Hanamori
Spiriti (精霊?, Seirei)
Doppiati da: Risae Matsuda e Satsumi Matsuda
Figuray (フィグレ?, Figure)
Doppiata da: Reina Ueda

## Media

### Videogioco
Il videogioco mobile è stato presentato da Nitroplus a settembre 2019. NextNinja ha gestito lo sviluppo e il suo funzionamento, con Good Smile Company in qualità di editore. L'illustratore della light novel, Shin'ichiro Ōtsuka, si è occupato del character design, Hajime Ninomae ha scritto la trama basandosi su una storia originale di Nitroplus e Hideyuki Ashizawa ne ha composto la colonna sonora. Il gioco era originariamente previsto per il secondo trimestre del 2020 su iOS e Android, ma la sua pubblicazione è stata rimandata prima a febbraio 2021 e, successivamente, al 4 marzo 2021. Il gioco è stato chiuso il 31 marzo 2023.

### Manga
Un adattamento manga scritto e disegnato da Masaki Hattori, intitolato Warau Arsnotoria Sun—! (咲う アルスノトリア すんっ！?), ha iniziato la serializzazione sulla rivista Monthly Dragon Age di Fujimi Shobō il 9 giugno 2022. Il primo volume tankōbon è stato pubblicato il 9 settembre 2022. 
| Nº | Data di prima pubblicazione | Data di prima pubblicazione | Data di prima pubblicazione |
| Nº | Giapponese                  | Giapponese                  |                             |
| -- | --------------------------- | --------------------------- | --------------------------- |
| 1  | 9 settembre 2022            | ISBN 978-4-04-074678-4      |                             |
| 2  | 7 luglio 2023               | ISBN 978-4-04-074995-2      |                             |

### Anime
A maggio del 2022 è stato annunciato che il videogioco sarebbe stato adattato come serie televisiva anime, intitolata Smile of the Arsnotoria the Animation. È stata prodotta da Liden Films e diretta da Naoyuki Tatsuwa, con Midori Gotō che si è occupata delle sceneggiature, Takahiro Kishida che ha adattato il character design dei personaggi e Ryo Takahashi e Ken Itō che hanno composto la colonna sonora. La serie è andata in onda dal 6 luglio al 21 settembre 2022 su Tokyo MX e BS NTV. La sigla di apertura è Hajimari e to tsuzuku basho (はじまりへと続く場所? lett. "Un luogo che porta all'inizio")  degli Hanauta, un gruppo composto da Misaki Kuno, Miharu Hanai, Miyu Tomita, Eri Yukimura ed Eriko Matsui, mentre la sigla finale è With you della chitarrista e cantante delle Band-Maid Miku Kobato e del suo progetto solista Cluppo. Crunchyroll ha acquistato i diritti per la riproduzione della serie e ha anche iniziato a trasmettere in streaming un doppiaggio in lingua inglese a partire dal 27 luglio 2022.

#### Episodi
| Nº | Titolo italiano Giapponese 「Kanji」 - Rōmaji       | In onda           | In onda |
| Nº | Titolo italiano Giapponese 「Kanji」 - Rōmaji       | Giapponese        |         |
| 1  | Sniff, Sniff, Sniff 「すんすんす―ん」 - Sun Sun Sūn | 6 luglio 2022     |         |
| 2  | Hug!!! 「ぎゃ―――――――! ! !」 - Gyā!!!                | 13 luglio 2022    |         |
| 3  | Sniff... 「す―ん……」 - Sūn......                    | 20 luglio 2022    |         |
| 4  | Ring, ring! 「リ―――ンゴ――ン」 - Rīn Gōn             | 27 luglio 2022    |         |
| 5  | Sni—... 「す―……」 - Sū......                        | 3 agosto 2022     |         |
| 6  | Shhh 「し―」 - Shī                                  | 10 agosto 2022    |         |
| 7  | No-No-No 「ノ～ノ～ノ～」 - Nō Nō Nō                | 17 agosto 2022    |         |
| 8  | Waaah! 「わ―――――」 - Wā                             | 24 agosto 2022    |         |
| 9  | Uoooh! 「う～う～うぉ～～」 - Ū Ū Wō                | 31 agosto 2022    |         |
| 10 | Sniff sniff sniff sniff 「すすすす――――」 - Susususū | 7 settembre 2022  |         |
| 11 | Uno, due e... 「せーの」 - Sēno                     | 14 settembre 2022 |         |
| 12 | Sniff! 「すんっ！」 - Sun!                          | 21 settembre 2022 |         |

#### Home video

##### Giappone
Gli episodi della serie sono stati pubblicati in DVD e Blu-ray dal 19 ottobre 2022 al 25 gennaio 2023.
| Volume | Episodi | Data di pubblicazione |
| ------ | ------- | --------------------- |
| 1      | 1–3     | 19 ottobre 2022       |
| 2      | 4–6     | 16 novembre 2022      |
| 3      | 7–8     | 21 dicembre 2022      |
| 4      | 9–10    | 21 dicembre 2022      |
| 5      | 11–12   | 25 gennaio 2023       |

### Light novel
Una light novel spin-off scritta e illustrata da Takaaki Kaima, intitolata Warau Arsnotoria Sun—! Kotō no Mahō Kōbutsugaku Jishū (Extra Curriculum) (咲う アルスノトリア すんっ！ 孤島の魔法鉱物学実習（エクストラカリキュラム）?), è stata pubblicata da Enterbrain sotto l'etichetta Famitsū Bunko il 29 luglio 2022.